# Edith van Duijn
Edith Jeanne van Duijn (Vlaardingen, 13 juli 1947), voorheen bekend als Edith Hoogendijk-van Duijn, is een Nederlands politicus van de PvdA.
Haar moeder was PvdA-gemeenteraadslid en wethouder in Vlaardingen. Zelf ging ze na de middelbare meisjesschool (mms) studeren bij een kweekschool voor kleuterleidsters. Ze was enkele jaren gemeenteraadslid en wethouder in Hardinxveld-Giessendam voor ze in oktober 1983 benoemd werd tot burgemeester van de Zeeuwse gemeente Kortgene. In oktober 1992 volgde haar benoeming tot burgemeester van Lochem wat ze zou blijven tot 2004. Sinds haar echtscheiding eind 1996 noemt ze zich weer Edith van Duijn.